# Holeszów (zniesiona osada)
Holeszów (Holeszów PGR) – zniesiona nazwa osady w Polsce, w województwie lubelskim, w powiecie włodawskim, w gminie Hanna, obecnie opisywana jako niestandaryzowana osada wsi Holeszów.
Obszar osady wchodzi w skład odrębnego sołectwa w gminie Hanna, o nazwie Holeszów Osiedle (przed 26 września 2019 r. Holeszów PGR).
Osada powstała w części wsi Holeszów, z której dawnych mieszkańców pochodzenia ukraińskiego przesiedlono w ramach Akcji „Wisła” na Ziemie Odzyskane. Do najstarszych zabudowań należą budynki gospodarcze z początku lat 50. XX wieku.
W latach 1975–1998 miejscowość administracyjnie należała do województwa bialskopodlaskiego.